# Campionati europei di tuffi 2019 - Trampolino 3 metri sincro misti
La gara di trampolino 3m sincro misto ai campionati europei di tuffi 2019 si è svolta il 6 agosto 2019, presso la Sport Arena Liko di Kiev. Vi hanno preso parte 8 coppie miste di atleti.

## Medaglie
| Posizione | Atleti                              | Paese    |
| --------- | ----------------------------------- | -------- |
| Oro       | Viktorija Kesar Stanislav Oliferčyk | Ucraina  |
| Argento   | Lou Massenberg Tina Punzel          | Germania |
| Bronzo    | Michelle Heimberg Jonathan Suckow   | Svizzera |

## Risultati
| Pos. | Atleti                              | Nazionalità   | Finale | Finale |
| Pos. | Atleti                              | Nazionalità   | Punti  | Pos.   |
| ---- | ----------------------------------- | ------------- | ------ | ------ |
|      | Viktorija Kesar Stanislav Oliferčyk | Ucraina       | 297.69 | 1      |
|      | Lou Massenberg Tina Punzel          | Germania      | 294.09 | 2      |
|      | Michelle Heimberg Jonathan Suckow   | Svizzera      | 282.00 | 3      |
| 4    | Elena Bertocchi Maicol Verzotto     | Italia        | 274.62 | 4      |
| 5    | Ul'jana Kljueva Ruslan Ternovoi     | Russia        | 271.20 | 5      |
| 6    | Matthew Dixon Scarlett Mew-Jensen   | Gran Bretagna | 257.55 | 6      |
| 7    | Artsiom Barouski Alena Khamulkina   | Bielorussia   | 251.19 | 7      |
| 8    | Clare Cryan Oliver Dingley          | Irlanda       | 242.10 | 8      |